# Cesta tmou
Cesta tmou (anglicky "A Walk in the Dark") je krátká sci-fi hororová povídka spisovatele Arthura C. Clarka, která vyšla v Československu ve sbírce Zpráva o třetí planetě z roku 1982  a v ČR ve sbírce Devět miliard božích jmen z roku 2002.
V angličtině vyšla např. ve sbírce s názvem The Nine Billion Names of God.

## Námět
Povídka popisuje pěší túru člena kolonizační skupiny na jedné z planet na okraji Galaxie k základně poté, co se mu v noci porouchalo vozidlo. Během této cesty působí na psychiku muže narůstající pocit nejistoty a strachu umocněný vyprávěním jednoho ze služebně starších kolegů o možném výskytu nebezpečných tvorů na planetě.

## Příběh
Robert Armstrong se nachází na jedné z planet na okraji Galaxie a cestuje ze Čtvrtého tábora do Port Sandersonu, kde chce stihnout kosmickou loď „Canopus“. Jeho transportér se porouchá přibližně na třetím kilometru a do Port Sandersonu zbývá necelých sedm. Do startu kosmické lodi zbývají více než 4 hodiny. Tuto vzdálenost by měl zvládnout pěšky, i když je dost velká tma a hrozí, že sejde z buldozerem protáhlé cesty. Armstrong nechá vybavení na místě a vydává se na cestu.
Zpočátku kráčí pomalu, než si trochu přivykne tmě, ale posléze získá jistotu v chůzi. Začne přemýšlet a vzpomene si na starého operátora ze Základny, jenž kolegům vyprávěl svůj příběh z nočního putování do tábora. Operátor tvrdil, že jej celou cestu cosi sledovalo a nenapadlo ho to jen proto, že měl svítilnu. Tato historka podněcuje Armstrongovu fantazii. Lidé jsou na této pusté planetě již 20 let a dosud se nesetkali se známkou života. Ostatně, co by zde mohlo přežít? I když je pravdou, že velká většina povrchu planety ještě není prozkoumána.
Astronaut se snaží bránit strachu a logickými úvahami si chce udržet jistotu a nadhled, ale nedaří se mu to podle představ. Jistě, existuja velká spousta životních forem ve vesmíru, s nimiž se člověk setkal. Například gigantičtí polypové na Vergonu 3, kteří lapali první kosmické průzkumníky. Některé formy jsou velmi odlišné, jako třeba plynné bytosti z Alcoranu nebo těkavé vlnové mřížky ze Šandalunu. A co teprve rostlinná stvoření z Velkého Xantilu – vypadala tak hrozivě!
Starý operátor hovořil přesvědčivě, tehdy bylo lehké smát se jeho povídání v teple malé kuřárny. Zde na kilometry daleko od pevných stěn zbudovaných člověkem – to je jiná káva. Armstrong si musel připustit, ač nerad, že se bojí. Operátor prý zahlédl siluetu tvora, vypadal jako ohromná housenka či jeden z kobercovitých živočichů z planety Kralkor 2 a vydával klapání jako když hmyz chroustá či krab zastříhá klepety. Na obhlídku cesty se tehdy vydala parta skeptických techniků, neobjevila nic až na podezřelou obroušenou skálu poblíž ústí jednoho z tunelů.
Robert pokračuje značně ztrápen v pochodu a po určité době zahlédne světla Port Sandersonu. Konečně! Až bude sedět ve své lodi, ještě se těmto prožitým útrapám s chutí zasměje. Jde dál, cesta se stáčí pod nízký hřeben a zdálky slyší hluk motoru. Možná to je buldozer, který upravuje přistávací plochu. Vtom zaslechne před sebou cizí děsivý zvuk – zachřestění zrůdných klepet.

## Poznámka
V povídce je zmíněna planeta Beta Trantor. Planetu s obdobným názvem Trantor použil americký spisovatel Isaac Asimov ve své tvorbě.